# Pierre Vernier
Pierre Vernier (1580 en Ornans-1637 en Ornans) era un matemático francés inventor de instrumentos de medida de gran precisión. Es conocido y epónimo a causa de la invención en el año 1631 de la escala de Vernier para medir longitudes con gran precisión, como el calibre o pie de rey.

## Biografía
Pierre Vernier tuvo como padre a un juez e ingeniero que en sus ratos libres no es de extrañar que fuera la principal influencia en el estudio de las ciencias para el joven Vernier. Desde muy joven entró al servicio del rey Carlos I de España y alcanzó el grado de capitán administrador de la plaza fuerte de Ornans. Ejerció diversos puestos en el gobierno de España al servicio del rey. Ascendió a canciller y director general de moneda del condado de Burgundia. En el año 1631 fue a la ciudad de Bruselas donde se estableció.

## Obra
La única obra de Vernier, es la que le ha proporcionado mayor fama: La Construction, l'usage, et les propriétés du quadrant nouveau de mathématiques (Construcción, uso y propiedades del nuevo cuadrante de matemáticas) (1631).